# Marcel Côté
Pour les articles homonymes, voir Côté (homonymie) et Marcel Côté (homonymie).
Marcel Côté, né le 29 juillet 1942 à Malartic, Québec et mort le 25 mai 2014 à Sainte-Julienne, Québec, est un économiste et une personnalité politique québécoise, il est associé fondateur de la société Secor.

## Biographie
Natif de Malartic, il obtient un baccalauréat en science physiques de l'Université d'Ottawa en 1966 ainsi qu'une maîtrise en sciences économiques de l'université Carnegie-Mellon (Pittsburgh, Pennsylvanie) en 1969. Il a de plus reçu le titre de Fellow du Weatherhead Center for International Affairs de l'université Harvard en 1986.
Dans le monde universitaire, Marcel Côté a enseigné à l'Université de Sherbrooke et à l'Université de Montréal. Aux élections générales de 1973, Côté était candidat pour l'Union Nationale dans la circonscription de Sherbrooke, mais perd au profit de Jean-Paul Pépin du Parti libéral du Québec. En 1975, il fonde la société Secor.
Au sein de Secor, il dirige le bureau de développement économique régional, qui travaillera étroitement avec les PME de Beauce, du Nord-Ouest du Nouveau-Brunswick, et au développement industriel de Montréal. Il signe un livre (1986) sur le développement régional, largement inspiré des concepts urbains de Jane Jacobs, avec qui il entretient une correspondance professionnelle.
Depuis la vente de Secor à KPMG en 2012, il y occupe le poste d'associé fondateur. De 1986 à 1988, Marcel Côté a occupé le poste de conseiller économique du premier ministre du Québec Robert Bourassa. En 1989 et 1990, il a détenu le poste de directeur Planification stratégique et communication du premier ministre du Canada Brian Mulroney.
Marcel Côté siège aux conseils d'administration de la Corporation minière Osisko et de Empire Company qui détient notamment Sobeys et IGA. Il déjà été membre des conseils d'administration de ING banque du Canada et Intact.
En tant qu'économiste, Marcel Côté est spécialisé en développement régional et technologique. Il a écrit plusieurs ouvrages sur le sujet. En 2010, il copréside un groupe de travail sur les enjeux de la gouvernance et de la fiscalité de Montréal qui publiera le rapport Côté-Séguin Une métropole à la hauteur de nos aspirations.
Marcel Côté a présidé le conseil d'administration du YMCA de Montréal, le conseil d'administration de la Fondation des YMCA du Québec, le Cercle des mentors des YMCA du Québec, le conseil d'administration de la Fondation du Grand Montréal. Il fut membre du conseil d'administration d'Imagine Canada, l'Institut de recherche en politiques publiques (IRPP) et du Forum des politiques publiques. En 2013, il siège comme administrateur aux conseils de l'Orchestre symphonique de Montréal, les Amis de la montagne, festival Montréal en lumière, Action Canada et de la Fondation Neuro-Canada, il participe également à la Table d'action en entrepreneuriat de Montréal. Il préside aussi le conseil d'administration de la Compagnie de danse Marie Chouinard.
Marcel Côté est mort le 25 mai 2014 d'un arrêt cardiaque lors de sa participation au Défi métropolitain à vélo dans la région de Lanaudière. Son décès fut constaté au Centre hospitalier régional de Lanaudière, situé à Saint-Charles-Borromée, ville voisine de Joliette.

### Distinctions
En 2012, Marcel Côté reçoit le prix Arts-Affaires de Montréal (en).

## Carrière politique

### Scène municipale montréalaise
Le 3 juillet 2013, Marcel Côté annonce officiellement sa candidature à la mairie de Montréal. Il dirigera une coalition formée d'élus indépendants de la ville de Montréal et du parti Vision Montréal dirigé par Louise Harel. Avant même le début officiel de la campagne électorale, des membres de l'équipe Harel dans l'arrondissement Verdun claquent la porte du parti, refusant de travailler avec des membres issus d'Union Montréal, le parti de l'ancien maire Gérald Tremblay.